# 1889 (livro)
1889 – Como um imperador cansado, um marechal vaidoso e um professor injustiçado contribuíram para o fim da Monarquia e a Proclamação da República no Brasil é um livro de autoria do escritor e jornalista Laurentino Gomes.
É o último livro da trilogia sobre o Brasil do século XIX de Laurentino Gomes, iniciada com as obras 1808 e 1822, que contam o período de transição do Brasil da colônia para a república, começando com a transferência da corte portuguesa para o Brasil no ano de 1808, depois com a independência no ano de 1822 e, por fim, com a proclamação da república no ano de 1889.
O livro mostra momentos e passagens importantes na formação da república brasileira, cuja proclamação já era inevitável, principalmente depois que os militares, principal apoio da monarquia, se sentiram mal recompensados e desprestigiados pelo governo, além disso, crescia uma movimentação republicana entre os civis. A obra também traz uma visão sobre os últimos dias do Império do Brasil.

## Principais protagonistas
- Pedro II do Brasil (o imperador cansado)
- Deodoro da Fonseca (o marechal vaidoso)
- Benjamin Constant (o professor injustiçado)
- Floriano Peixoto